# Estación de Porrentruy
La estación de Porrentruy es una estación ferroviaria de la comuna suiza de Porrentruy, en el Cantón del Jura.

## Historia y situación
La estación de Porrentruy fue inaugurada en el año 1872 con la puesta en servicio del tramo Porrentruy - Delle de la línea Delémont - Delle - Belfort por parte de Chemin de fer Porrentruy-Delle (PD). En 1876 PD sería absorbido por Jura-Bern-Luzern-Bahn (JBL). En 1877 se inauguró el tramo Glovelier - Porrentruy. En 1890 Jura-Bern-Luzern-Bahn (JBL) se fusionó con la Compagnie de la Suisse Occidentale et du Simplon (SOS), y la nueva compañía sería Jura-Simplon-Bahn (JS). En 1901 se inauguró la línea  Porrentruy - Bonfol por Regional Porrentruy-Bonfol (RPB). En 1902 JS pasaría a ser absorbida por los SBB-CFF-FFS. En 1944 RPB se fusionó con otras compañías ferroviarias de la zona del Jura y formaron Chemins de fer du Jura (CJ).
Se encuentra ubicada en el noreste del núcleo urbano de Porrentruy. Cuenta con dos andenes, uno central y otro lateral a los que acceden tres vías pasantes, a las que hay que sumar varias vías muertas y una playa de vías en el noreste de la estación destinada principalmente para tráficos de mercancías.
En términos ferroviarios, la estación se sitúa en la línea Delémont - Delle de SBB-CFF-FFS y en la línea Porrentruy – Bonfol de CJ. Sus dependencias ferroviarias colaterales son la estación de Courgenay hacia Delémont, la estación de Courchavon en dirección Delle y la estación de Alle hacia Bonfol.

## Servicios ferroviarios
Los servicios ferroviarios de esta estación están prestados por SBB-CFF-FFS y por CJ:

### Regionales
- RE Biel/Bienne - Grenchen Nord - Moutier - Delémont - Porrentruy - Delle. Trenes cada hora en ambos sentidos.
- R Porrentruy - Alle - Bonfol. Trenes cada hora entre Porrentruy y Bonfol, y cada media hora entre Porrentruy y Alle en horas punta. Operado por CJ.

### S-Bahn Basilea
Desde la estación de Porrentruy se puede ir a Basilea y Olten mediante una línea de la red Regio S-Bahn Basilea operada por SBB-CFF-FFS:
- S 3 Porrentruy – Delémont – Laufen – Basel Dreispitz – Basel SBB – Liestal – Sissach – Olten